# Montainville, Yvelines
Montainville là một xã của Pháp nằm ở tỉnh Yvelines (Quận Mantes-la-Jolie) trong vùng Île-de-France của Pháp. 
Đây là một xã nông nghiệp nằm giữa trung tâm tỉnh Yvelines, có cự ly 19 km về phía đông nam Mantes-la-Jolie và 27 km về phía tây của Versailles.
Các xã giáp ranh gồm: Mareil-sur-Mauldre về phía đông, Beynes về phía nam, Marcq về phía tây nam, Andelu về phía tây và Maule về phía tây bắc.

## Danh sách thị trưởng
| Danh sách các thị trưởng |           |                |      |         |
| Giai đoạn                | Giai đoạn | Tên            | Đảng | Tư cách |
| 2008                     |           | Eric Martin    |      |         |
| 2001                     | 2008      | Pascale Oger   |      |         |
| 1983                     | 2001      | Serge Raoux    |      |         |
| 1971                     | 1983      | Paul Pouliquen |      |         |
| 1959                     | 1971      | André Hérard   |      |         |
| 1947                     | 1959      | Roger Olivier  |      |         |
| 1945                     | 1947      | Marius Lamarre |      |         |
| Bản mẫu:Boîte déroulante |           |                |      |         |